# Лајош Сич
Лајош Сич (мађ. Szűcs Lajos; Апатин, 10. децембар 1943 — Будимпешта, 12. јул 2020) био је професионални фудбалер који играо на позицији одбрамбеног играча за мађарске прволигашке клубове Бањас Дорог, Ференцварош, Хонвед, Вашаш  и фудбалску репрезентацију Мађарске. Освајач је златне олимпијске медаље, фудбалер, тренер, спортски радник. Био је фудбалер године (1968, 1971) и учесник Светског првенства 1968. године.
Сич је рођен је у Апатину, Краљевина Мађарска (данас у Србији). Био је ожењен са Илдико Печи, једном од најпознатијих и најпопуларнијих мађарских глумица која је такође била социјалистички посланик у мађарском парламенту од 1994. до 1998. Умро је 12. јула 2020. у Будимпешти у 76. години.

## Каријера

### Клуб
Каријеру је започео у омладинском тиму Ујпешти Доже, а потом постао стандардни члан прве једанаесторице ФК Дорога. Између 1966. и 1969. био је фудбалер Ференцвароша. Са Ференцварошом је био двоструки шампион Мађарске (1967, 1968) и финалиста ВВК (купа УЕФА). Године 1971. прешао је у Хонвед. Провео је шест сезона у Хонведу. Године 1977, са 34 године, потписао је уговор са друголигашем Вашаш Изом и борио се за НБ I наступ са тимом. Овде је завршио активан спорт 1980. године, али је 1982. кратко играо у тиму Хевиза. У својој каријери постигао је 30 голова на укупно 377 првенствених утакмица у првој лиги. Био је мађарски фудбалер године 1968. и 1971. године.

## Репрезентација
Освојио је златну медаљу у фудбалу на Летњим олимпијским играма 1968. и сребрну медаљу у фудбалу на Летњим олимпијским играма 1972. а такође је учествовао на УЕФА Еуру 1972. као члан екипе фудбалске репрезентације Мађарске.
Године 1968. био је члан тима светса на утакмици против Бразила у Рио де Жанеиру, заједно са Дежеом Новаком, Албертом Флоријаном и Јаношом Фаркашом. Исте године је био на 17. месту у гласању за Златну лопту.